# Província de Sliven
Sliven - Сливен (búlgar) - és una província - oblast Област (búlgar) - del centre de Bulgària. La principal ciutat és Sliven, d'altres són Nova Zagora, Kermen, Kotel, Xivatxevo i Tvarditsa.
La ciutat de Sliven està situada al peu de l'única roca del massís Sinite Kamani (Roques Blaves). La ciutat és famosa per l'aire fresc, recursos d'aigua, estius frescs i hiverns càlids. En aquesta localitat també va néixer Anton Pann, un músic i literari d'origen romanès, nascut cap al 1787 i que va arribar a Bucarest cap al 1820.
Sliven és l'única ciutat búlgara que mai no ha canviat el seu nom eslavònic, del qual és un dels més antics establiments a Europa. Hi visqueren tracis, romans, eslaus i antics grecs. El primer establiment romà - Tuida (segle iii) fou un famós centre comercial. Sliven fou esmenada com a gran ciutat per primer cop el 1153 pel viatger àrab Idrisi.
Segons el cens del 2001, l'11,2% de la població són gitanos, el més alt percentatge d'una província búlgara.